# Just Dance (Computerspielreihe)
Just Dance ist eine Musikspielserie, die von dem Unternehmen Ubisoft für verschiedene Spielkonsolen entwickelt wurde. Der erste Teil mit dem gleichnamigen Titel erschien 2009 exklusiv für die Spielkonsole Wii. Elementarer Bestandteil der Serie ist das Tanzen zu vom Spiel vorgegebenen Rhythmen und Tanzschritten.

## Spielprinzip
In Just Dance versucht der Spieler, alle Bewegungen des On-Screen-Tänzers zu imitieren. Spieler erhalten Punkte je nachdem, wie gut sie sich bewegt haben.

## Just Dance
Just Dance enthält 32 Lieder:

| Lied                                         | Sänger                                         | Jahr | Schwierigkeit | Anstrengung | Tänzer |
| -------------------------------------------- | ---------------------------------------------- | ---- | ------------- | ----------- | ------ |
| A Little Less Conversation (Junkie XL remix) | Elvis Presley                                  | 1968 | 2             | 2           | ♂      |
| Acceptable in the 80s**                      | Calvin Harris                                  | 2007 | 3             | 3           | ♀      |
| Bebe                                         | Divine Brown                                   | 2008 | 2             | 1           | ♀      |
| Can’t Get You Out of My Head                 | Kylie Minogue                                  | 2001 | 2             | 1           | ♀      |
| Cotton Eye Joe                               | Rednex                                         | 1994 | 1             | 3           | ♀      |
| Dare**                                       | Gorillaz                                       | 2005 | 2             | 1           | ♂      |
| Eye of the Tiger                             | Survivor                                       | 1982 | 1             | 3           | ♀      |
| Fame*/**                                     | Irene Cara                                     | 1980 | 1             | 3           | ♀      |
| Funplex (CSS Remix)**                        | The B-52’s                                     | 2008 | 2             | 2           | ♀      |
| Girls & Boys                                 | Blur                                           | 1994 | 2             | 2           | ♀      |
| Girls Just Want to Have Fun                  | Cyndi Lauper                                   | 1983 | 1             | 2           | ♀      |
| Groove Is in the Heart                       | Deee-Lite                                      | 1990 | 3             | 2           | ♀      |
| Heart of Glass**                             | Blondie                                        | 1979 | 2             | 1           | ♀      |
| Hot n Cold (Chick Version)                   | Katy Perry                                     | 2008 | 1             | 3           | ♀      |
| I Get Around                                 | The Beach Boys                                 | 1964 | 2             | 1           | ♂      |
| I Like to Move It**                          | Reel 2 Real                                    | 1994 | 2             | 2           | ♀      |
| Jerk It Out                                  | Caesars                                        | 2003 | 3             | 3           | ♂      |
| Jin-Go-Lo-Ba**                               | Fatboy Slim                                    | 2004 | 3             | 2           | ♀      |
| Kids in America**                            | Kim Wilde                                      | 1980 | 2             | 2           | ♀      |
| Le Freak                                     | CHIC                                           | 1978 | 2             | 1           | ♀      |
| Louie Louie**                                | Iggy Pop                                       | 1993 | 1             | 3           | ♂      |
| Lump                                         | The Presidents of the United States of America | 1994 | 1             | 3           | ♀      |
| Mashed Potato Time**                         | Dee Dee Sharp                                  | 1962 | 1             | 1           | ♀      |
| Pump Up the Jam                              | Technotronic                                   | 1989 | 2             | 3           | ♂      |
| Ring My Bell                                 | Anita Ward                                     | 1979 | 2             | 1           | ♀      |
| Step by Step**                               | New Kids on the Block                          | 1990 | 2             | 2           | ♂      |
| Surfin’ Bird                                 | The Trashmen                                   | 1963 | 1             | 3           | ♂      |
| That’s the Way (I Like It)**                 | KC and the Sunshine Band                       | 1975 | 3             | 1           | ♂      |
| U Can’t Touch This**                         | MC Hammer                                      | 1992 | 2             | 3           | ♂      |
| Wannabe                                      | Spice Girls                                    | 1996 | 1             | 2           | ♀      |
| Who Let the Dogs Out**                       | Baha Men                                       | 2000 | 3             | 2           | ♂      |
| Womanizer*                                   | Britney Spears                                 | 2008 | 2             | 1           | ♀      |

- * Coverversion, nicht das Original
- ** als Download im Just Dance-3-Online-Shop verfügbar

## Just Dance 2
Just Dance 2 ist der Nachfolger von Just Dance. Das Konzept des Spiels ist das gleiche wie bei Just Dance. Bis zu vier Personen können gleichzeitig spielen. Sie versuchen, dem auf dem Bildschirm angezeigten Tänzer die Tanzschritte so gut wie möglich nachzumachen.
Neuheiten

Neu sind die verschiedenen Dance-Modes, im „Just Dance Mode“ wird ganz normal getanzt wie bei Just Dance, im „Duett Mode“ stehen zwei On-Screen-Tänzer auf dem Bildschirm, im „Dance Battle Mode“ können bis zu acht Spieler gegeneinander antreten, im „Just Sweat Modus“ sammelt man während des Tanzes „Sweat-Punkte“. Im „Non-Stop Shuffle“ werden alle Songs ohne Pause hintereinander gespielt und im Medley werden mindestens fünf Songs gemixt.
| Lied                                    | Sänger                                                       | Schwierigkeit | Anstrengung | Jahr | Modus | Zeit | Tänzer |
| --------------------------------------- | ------------------------------------------------------------ | ------------- | ----------- | ---- | ----- | ---- | ------ |
| A-Punk                                  | Vampire Weekend                                              | 1             | 2           | 2007 | Duett | 2:20 | ♂/♀    |
| Alright                                 | Supergrass                                                   | 2             | 2           | 1994 | Duett | 3:02 | ♀/♂    |
| Baby Girl                               | Reggaeton                                                    | 3             | 2           | 2003 | Solo  | 2:45 | ♂      |
| Big Girl (You Are Beautiful)            | MIKA                                                         | 1             | 2           | 2007 | Solo  | 4:08 | ♀      |
| Body Movin’                             | The Beastie Boys                                             | 1             | 3           | 1998 | Solo  | 4:08 | ♀      |
| Call Me                                 | Blondie                                                      | 2             | 3           | 1980 | Solo  | 3:32 | ♀      |
| Cosmic Girl                             | Jamiroquai                                                   | 1             | 2           | 1996 | Solo  | 3:47 | ♀      |
| Crazy in Love*                          | Beyoncé featuring Jay-Z                                      | 3             | 2           | 2003 | Solo  | 3:59 | ♀      |
| D.A.N.C.E.                              | Justice                                                      | 2             | 3           | 2007 | Solo  | 4:02 | ♀      |
| Dagomba                                 | Sorcerer                                                     | 2             | 3           | 2003 | Solo  | 3:43 | ♂      |
| Funkytown (BBE)                         | Lipps, Inc.                                                  | 1             | 1           | 1980 | Solo  | 3:53 | ♂      |
| Girlfriend                              | Avril Lavigne                                                | 2             | 3           | 2006 | Duett | 3:36 | ♀/♀    |
| Hey Ya!                                 | OutKast                                                      | 3             | 3           | 2002 | Solo  | 3:56 | ♂      |
| Holiday*                                | Madonna                                                      | 2             | 1           | 1983 | Solo  | 3:46 | ♀      |
| Hot Stuff                               | Donna Summer                                                 | 2             | 1           | 1979 | Duett | 3:53 | ♀/♂    |
| Idealistic                              | Digitalism                                                   | 1             | 2           | 2007 | Solo  | 4:10 | ♂      |
| I Gotta Feeling (V)                     | The Black Eyed Peas                                          | 1             | 3           | 2009 | Solo  | 4:50 | ♀      |
| I Got You (I Feel Good)                 | James Brown                                                  | 2             | 2           | 1965 | Solo  | 2:48 | ♂      |
| Iko Iko                                 | Mardi Gras                                                   | 1             | 2           | 1953 | Solo  | 2:37 | ♀      |
| It’s Raining Men                        | The Weather Girls                                            | 2             | 3           | 1982 | Solo  | 3:51 | ♀      |
| I Want You Back                         | The Jackson Five                                             | 2             | 1           | 1969 | Solo  | 2:57 | ♂      |
| Jai Ho! (You Are My Destiny) (BBE)      | A. R. Rahman and The Pussycat Dolls feat. Nicole Scherzinger | 2             | 2           | 2008 | Solo  | 3:48 | ♀      |
| Jump*                                   | Kris Kross                                                   | 3             | 3           | 1992 | Duett | 3:15 | ♂/♂    |
| Jump in the Line (Shake, Senora)        | Harry Belafonte                                              | 3             | 2           | 1961 | Duett | 3:43 | ♀/♂    |
| Jungle Boogie*                          | Kool & the Gang                                              | 2             | 2           | 1973 | Solo  | 3:06 | ♂      |
| Katti Kalandal                          | Bollywood                                                    | 2             | 2           | 2000 | Duett | 3:31 | ♀/♂    |
| Let's Get It Started (V)                | The Black Eyed Peas                                          | 2             | 3           | 2004 | Solo  | 3:39 | ♂      |
| Monster Mash                            | The Frighteners                                              | 1             | 1           | 1962 | Solo  | 3:06 | ♂      |
| Move Your Feet                          | Junior Senior                                                | 3             | 3           | 2002 | Solo  | 3:01 | ♂      |
| Mugsy Baloney                           | Charleston                                                   | 3             | 2           | 1924 | Duett | 2:13 | ♀/♂    |
| Poker Face (V)                          | Lady Gaga                                                    | 3             | 2           | 2008 | Solo  | 3:57 | ♀      |
| Proud Mary                              | Ike & Tina Turner                                            | 2             | 3           | 1991 | Solo  | 3:59 | ♀      |
| Rasputin                                | Boney M.                                                     | 3             | 3           | 1978 | Solo  | 4:07 | ♂      |
| Rockafeller Skank                       | Fatboy Slim                                                  | 3             | 3           | 1998 | Solo  | 3:58 | ♂      |
| S.O.S.                                  | Rihanna                                                      | 3             | 2           | 2006 | Solo  | 4:00 | ♀      |
| Satisfaction                            | Benny Benassi                                                | 1             | 1           | 2003 | Solo  | 4:46 | ♂      |
| Should I Stay or Should I Go (BBE) Note | The Clash                                                    | 2             | 3           | 1982 | Solo  | 3:57 | ♂      |
| Soul Bossa Nova                         | Quincy Jones and His Orchestra                               | 1             | 1           | 1961 | Duett | 2:48 | ♀/♂    |
| Sway*                                   | Michael Bublé                                                | 2             | 1           | 2003 | Duett | 3:09 | ♀/♂    |
| Sympathy for the Devil                  | The Rolling Stones                                           | 1             | 1           | 1968 | Solo  | 4:16 | ♀      |
| Take Me Out                             | Franz Ferdinand                                              | 2             | 2           | 2004 | Solo  | 3:57 | ♀      |
| That’s Not My Name                      | The Ting Tings                                               | 2             | 1           | 2007 | Solo  | 3:46 | ♀      |
| The Power                               | Snap!                                                        | 2             | 3           | 1990 | Solo  | 3:49 | ♂      |
| The Shoop Shoop Song (It’s in His Kiss) | Cher                                                         | 2             | 2           | 1990 | Duett | 2:52 | ♀/♀    |
| TiK ToK                                 | Kesha                                                        | 2             | 1           | 2009 | Solo  | 3:20 | ♀      |
| Toxic*                                  | Britney Spears                                               | 3             | 1           | 2003 | Solo  | 3:25 | ♀      |
| Viva Las Vegas                          | Elvis Presley                                                | 2             | 2           | 1963 | Solo  | 2:22 | ♂      |
| Wake Me Up Before You Go-Go             | Wham!                                                        | 1             | 2           | 1984 | Solo  | 3:50 | ♂      |
| Walk Like an Egyptian                   | The Bangles                                                  | 2             | 2           | 1986 | Solo  | 3:23 | ♀      |
| When I Grow Up                          | The Pussycat Dolls                                           | 2             | 1           | 2008 | Solo  | 4:05 | ♀      |

- * Coverversion, nicht das Original
- (V) das Lied wurde in Just Dance 2 nie verwendet
- (BBE) nur in der Best Buy Edition (NTSC) oder in Just Dance 2 Extra Songs verfügbar

Note: Should I Stay or Should I Go, gibt es in keiner PAL (Europa) Version.

### Downloadbare Lieder (In „Just Dance 2 Extra Songs“ dabei)
| Lied                       | Sänger                             | Schwierigkeit | Anstrengung | Jahr | Modus | Wii Punkte | Zeit | Tänzer |
| -------------------------- | ---------------------------------- | ------------- | ----------- | ---- | ----- | ---------- | ---- | ------ |
| Firework                   | Katy Perry                         | 1             | 2           | 2010 | Solo  | 0          | 3:46 | ♀      |
| Pon de Replay              | Rihanna                            | 2             | 2           | 2005 | Solo  | 300        | 3:33 | ♀      |
| Barbie Girl*               | Aqua                               | 1             | 3           | 1997 | Duett | 300        | 3:13 | ♀/♂    |
| Pump Up the Volume         | M/A/R/R/S                          | 2             | 2           | 1987 | Solo  | 300        | 3:54 | ♂      |
| Maniac*                    | Michael Sembello                   | 2             | 3           | 1983 | Solo  | 300        | 4:01 | ♀      |
| Born to Be Wild            | Steppenwolf                        | 1             | 2           | 1967 | Solo  | 300        | 3:38 | ♂      |
| Professor Pumplestickle    | Nick Phoenix & Thomas J. Bergersen | 3             | 1           | 2006 | Duett | 300        | 2:35 | ♂/♂    |
| Crying Blood               | VV Brown                           | 2             | 2           | 2008 | Solo  | 300        | 2:30 | ♀      |
| Down by the Riverside*     | Carl Sandburg                      | 2             | 1           | 1927 | Solo  | 300        | 1:55 | ♀      |
| Futebol Crazy              | Paul J. Borg                       | 1             | 2           | 2009 | Solo  | 300        | 2:28 | ♀      |
| Kung Fu Fighting           | Carl Douglas                       | 2             | 2           | 1974 | Duett | 300        | 3:15 | ♂/♂    |
| Mambo No. 5*               | Lou Bega                           | 3             | 2           | 1999 | Duett | 300        | 3:31 | ♂/♀    |
| Nine in the Afternoon      | Panic! at the Disco                | 1             | 1           | 2008 | Duett | 300        | 2:40 | ♀/♂    |
| It’s Not Unusual           | Tom Jones                          | 2             | 2           | 1965 | Solo  | 300        | 2:21 | ♂      |
| Chicken Payback            | A Band of Bees                     | 1             | 1           | 2005 | Solo  | 300        | 3:13 | ♂      |
| Crazy Christmas            | Santa Clones                       | 2             | 3           | 2010 | Solo  | 300***     | 2:58 | ♂      |
| Skin-To-Skin               | Sweat Invaders                     | 1             | 3           | 1992 | Solo  | 300        | 2:05 | ♂      |
| You Can’t Hurry Love       | The Supremes                       | 2             | 2           | 1966 | Duett | 300        | 2:58 | ♀/♀    |
| Why Oh Why                 | Love Letter                        | 1             | 1           | 2009 | Duett | 300        | 2:47 | ♀/♂    |
| American Boy               | Estelle featuring Kanye West       | 2             | 1           | 2008 | Duett | 300        | 4:10 | ♂/♀    |
| Come On Eileen             | Dexys Midnight Runners             | 3             | 3           | 1982 | Duett | 300        | 3:50 | ♀/♂    |
| Song 2                     | Blur                               | 2             | 2           | 1997 | Solo  | 300        | 2:03 | ♂-♀-♂  |
| Spice Up Your Life         | Spice Girls                        | 3             | 3           | 1997 | Duett | 300        | 2:54 | ♀/♀    |
| Here Comes the Hotstepper* | Ini Kamoze                         | 2             | 2           | 1994 | Solo  | 300***     | 3:33 | ♂      |
| Moving On Up               | M People                           | 1             | 2           | 1993 | Solo  | 300        | 3:36 | ♀      |

- * Coverversion, nicht das Original

## Just Dance 3
Just Dance 3 ist das dritte Spiel der Just-Dance-Serie. Das Spielkonzept ist das gleiche wie bei Just Dance 1&2.
Neuheiten
- Im „Dance Crew“ Modus darf sich jeder Spieler eine Figur auswählen, die er nachtanzt, so dass insgesamt vier Figuren auftreten.
- „Mojo“. Unter Mojo versteht man die Geschenke, die man durch das Sammeln der Sterne (2000 Punkte = 1 Stern) bekommt.
- „Dance Mash-Ups“ sind Tänze, die aus anderen Tänzen bestehen.
- „Hand in Hand / Hold my Hand“. In diesem Modus teilen sich zwei Spieler eine Wii-Fernbedienung, daher stehen acht Figuren auf dem Bildschirm, die sich alle die Hand halten.

| Lied                                        | Sänger                                       | Schwierigkeit | Anstrengung | Jahr | Modus                   | Tänzer      |
| ------------------------------------------- | -------------------------------------------- | ------------- | ----------- | ---- | ----------------------- | ----------- |
| Apache (Jump On It)*°                       | The Sugarhill Gang                           | 3 {2}         | 2 {3}       | 1981 | Solo                    | ♂           |
| Are You Gonna Go My Way°                    | Lenny Kravitz                                | 1 {2}         | 3 {2}       | 1993 | Solo                    | ♂           |
| ...Baby One More Time*°                     | Britney Spears                               | 2 {2}         | 2 {1}       | 1999 | Dance Crew              | ♀/♀/♀/♀     |
| Baby Zouk°(u)                               | Dr. Creole                                   | 2 {2}         | 3 {3}       | 2010 | Duet                    | ♀/♂         |
| Barbra Streisand°                           | Duck Sauce                                   | 2 {2}         | 2 {1}       | 2010 | Solo                    | ♀           |
| Beautiful Liar*                             | Beyoncé and Shakira                          | 3             | 1           | 2007 | Duett                   | ♀/♀         |
| Boogie Wonderland*                          | Earth, Wind and Fire                         | 2             | 2           | 1979 | Dance Crew              | ♀/♂/♂/♀     |
| Boom                                        | Reggaeton Explosion(Reggaeton Storm)         | 2             | 2           | 2005 | Solo                    | ♀           |
| California Gurls                            | Katy Perry featuring Snoop Dogg              | 2             | 2           | 2010 | Solo                    | ♀           |
| Crazy Little Thing Called Love              | Queen                                        | 3             | 2           | 1979 | Duett                   | ♀/♂         |
| Da Funk°                                    | Daft Punk                                    | 2 {2}         | 2 {2}       | 1995 | Duett                   | ♂/♂         |
| Dance All Nite                              | Anja                                         | 3             | 1           | 2011 | Solo                    | ♀           |
| Dynamite°                                   | Taio Cruz                                    | 1 {2}         | 2 {2}       | 2010 | Dance Crew              | ♂/♀/♀/♂     |
| Forget You                                  | CeeLo Green                                  | 2             | 2           | 2010 | Solo                    | ♂           |
| Giddy on Up (Giddy on Out)                  | Laura Bell Bundy                             | 2 (1)         | 1 (1)       | 2010 | Solo / Hand in Hand (U) | ♀/(♀♀)      |
| Gonna Make You Sweat (Everybody Dance Now)* | C+C Music Factory featuring Freedom Williams | 2             | 3           | 1990 | Solo                    | ♂           |
| Hey Boy Hey Girl                            | The Chemical Brothers                        | 3             | 3           | 1999 | Solo                    | ♂           |
| Hungarian Dance No. 5*                      | Johannes Brahms                              | 2             | 2           | 1950 | Duett                   | ♀/♂         |
| I Feel Love                                 | Donna Summer                                 | 2             | 1           | 1977 | Solo                    | ♀           |
| I Don't Feel Like Dancin'°                  | Scissor Sisters                              | 3 {2}         | 3 {2}       | 2006 | Solo                    | ♂           |
| I’m So Excited                              | The Pointer Sisters                          | 1             | 3           | 1982 | Solo                    | ♀           |
| I Was Made for Lovin’ You                   | KISS                                         | 1 (2)         | 2 (3)       | 1979 | Dance Crew / Solo       | ♂/♂/♀/♂ (♀) |
| Jamaican Dance°                             | Konshens                                     | 1 {3}         | 2 {3}       | 2011 | Hand in Hand            | (♀♂)        |
| Jump (For My Love)°                         | Girls Aloud                                  | 3 {3}         | 3 {3}       | 2003 | Duett                   | ♀/♀         |
| Kurio ko uddah le jana                      | Bollywood Rainbow                            | 3             | 2           | 1994 | Duett                   | ♀/♂         |
| Land of 1000 Dances                         | Wilson Pickett                               | 1             | 3           | 1966 | Solo                    | ♂           |
| Let's Go to the Mall                        | Robin Sparkles                               | 3             | 2           | 1995 | Solo                    | ♀           |
| Lollipop                                    | Mika                                         | 2             | 2           | 2007 | Solo                    | ♀           |
| Mamasita (U)                                | Latino Sunset                                | 3             | 2           | 2001 | Duett                   | ♀/♂         |
| Marcia Baila**                              | Les Rita Mitsouko                            | 2             | 2           | 1985 | Solo                    | ♀           |
| Night Boat to Cairo                         | Madness                                      | 1             | 3           | 1979 | Dance Crew              | ♂/♀/♂/♂     |
| No Limit°                                   | 2 Unlimited                                  | 2 {2}         | 3 {3}       | 1993 | Duett                   | ♀/♂         |
| Party Rock Anthem°                          | LMFAO featuring Lauren Bennett and GoonRock  | 3 {2}         | 2 {2}       | 2011 | Solo                    | ♀           |
| Pata Pata*                                  | African Ladies                               | 1             | 2           | 1967 | Duett                   | ♀/♀         |
| Price Tag                                   | Jessie J featuring B.o.B                     | 2             | 1           | 2011 | Solo                    | ♀           |
| Promiscuous°                                | Nelly Furtado featuring Timbaland            | 2 {2}         | 2 {2}       | 2006 | Duett                   | ♀/♂         |
| Pump It°                                    | The Black Eyed Peas                          | 3 {3}         | 3 {3}       | 2005 | Solo                    | ♂           |
| Satellite**                                 | Lena Meyer-Landrut                           | 1             | 2           | 2010 | Solo                    | ♀           |
| She's Got Me Dancing°                       | Tommy Sparks                                 | 3 {3}         | 2 {2}       | 2009 | Solo                    | ♂           |
| Somethin’ Stupid                            | Robbie Williams and Nicole Kidman            | 1             | 1           | 2001 | Duett                   | ♀/♂         |
| Spectronizer                                | Sentai Express                               | 2             | 2           | 2009 | Quartet                 | ♀/♂/♂/♂     |
| Take On Me°                                 | A-ha                                         | 1 {2}         | 3 {2}       | 1985 | Solo                    | ♂           |
| The Master Blaster                          | Inspector Marceau                            | 3             | 1           | 1969 | Duett                   | ♀/♂         |
| Think*                                      | Aretha Franklin                              | 2             | 2           | 1968 | Solo                    | ♀           |
| This Is Halloween                           | Danny Elfman                                 | 2             | 2           | 1993 | Dance Crew              | ♀/♂/♂/♀     |
| Tightrope (Solo Version)                    | Janelle Monáe                                | 3             | 2           | 2010 | Solo                    | ♀           |
| Venus                                       | Bananarama                                   | 1             | 2           | 1986 | Solo                    | ♀           |
| Video Killed the Radio Star                 | The Buggles                                  | 2             | 1           | 1979 | Solo                    | ♂           |
| What You Waiting For?°                      | Gwen Stefani                                 | 2 {2}         | 1 {3}       | 2004 | Solo                    | ♀           |
| E.T.***                                     | Katy Perry                                   | ? {?}         | ? {?}       | 2010 | Solo                    | ♀           |
| Teenage Dream***                            | Katy Perry                                   | ? {?}         | ? {?}       | 2010 | Solo                    | ♀           |
| Only Girl (In the World)****                | Rihanna                                      | ? {?}         | ? {?}       | 2010 | Solo                    | ♀           |
| Airplanes feat. Hayley Williams***          | B.o.B                                        | ? {?}         | ? {?}       | 2010 | Solo                    | ♂           |

- ° zu diesem Lied gibt es ein Dance Mash-Up
- * Coverversion, nicht das Original
- ** nur in der PAL-Version.
- *** nur auf der europäischen Special Edition oder der amerikanischen Best Buy Edition.
- **** in Europa nur in der XBox 360 Version und auf der amerikanischen Target Edition.
- (U) durch Sammeln von Sternen freischaltbar

## Just Dance – Best Of
Ubisoft gab 2012 bekannt, dass es ein Best Of der Spieleserie geben wird. Enthalten sind 25 Songs aus Just Dance 1, Just Dance 2, Just Dance Extra Songs, ein Download aus Just Dance 3 und noch 2 Bonus-Tracks (+ ein unveröffentlichter Song) aus Just Dance 3, die nur in Amerika Verfügbar waren (Only Girl (in the world) von Rihanna und Airplanes von B.o.B und Hayley Williams).
| Lied                                              | Sänger                                                       | Schwierigkeit | Anstrengung | Jahr | Modus | Zeit | Tänzer                                     |
| ------------------------------------------------- | ------------------------------------------------------------ | ------------- | ----------- | ---- | ----- | ---- | ------------------------------------------ |
| Acceptable in the 80s#                            | Calvin Harris                                                | 2 (3)         | 2 (3)       | 2007 | Solo  | ♀    | Just Dance                                 |
| Airplanes                                         | B.o.B feat. Hayley Williams                                  | 1             | 1           | 2010 | Solo  | ♂    | Just Dance Best Of/Greatest Hits Exclusive |
| Alright                                           | Supergrass                                                   | 2             | 2           | 1995 | Duet  | ♀/♂  | Just Dance 2                               |
| Baby Don't Stop Now                               | Anja                                                         | 2             | 1           | 2011 | Solo  | ♀    | Just Dance 3 DLC                           |
| Baby Girl                                         | Reggaeton                                                    | 3             | 2           | 2003 | Solo  | ♂    | Just Dance 2                               |
| Barbie Girl*                                      | Aqua                                                         | 1             | 3           | 1997 | Duet  | ♀/♂  | Just Dance 2 DLC                           |
| Bizzare Dreams (V)                                | Vagant                                                       | 3             | 2           | 2012 | Solo  | ♂    | Just Dance Best Of/Greatest Hits Exclusive |
| Cosmic Girl                                       | Jamiroquai                                                   | 1             | 2           | 1996 | Solo  | ♀    | Just Dance 2                               |
| Dagomba                                           | Sorcerer                                                     | 2             | 3           | 2003 | Solo  | ♂    | Just Dance 2                               |
| Dare                                              | Gorillaz                                                     | 2             | 1           | 2005 | Solo  | ♂    | Just Dance                                 |
| Down by the Riverside                             | The Reverend Horatio Duncan and Amos Sweets                  | 2             | 1           | 1927 | Solo  | ♀    | Just Dance 2 DLC                           |
| Fame*                                             | Irene Cara                                                   | 1             | 3           | 1980 | Solo  | ♀    | Just Dance                                 |
| Firework#                                         | Katy Perry                                                   | 3 (1)         | 3 (2)       | 2010 | Solo  | ♀    | Just Dance 2 DLC                           |
| Futebol Crazy                                     | The World Cup Girls                                          | 1             | 2           | 2009 | Solo  | ♀    | Just Dance 2 DLC                           |
| Hey Ya!                                           | Outkast                                                      | 3             | 3           | 2003 | Solo  | ♂    | Just Dance 2                               |
| I Like to Move It (Radio Mix)**                   | Reel 2 Real feat. The Mad Stuntman                           | 2             | 2           | 1993 | Solo  | ♀    | Just Dance                                 |
| Jai Ho! (You Are My Destiny)                      | A. R. Rahman and The Pussycat Dolls feat. Nicole Scherzinger | 2             | 2           | 2009 | Solo  | ♀    | Just Dance 2 Extra Songs                   |
| Katti Kalandal                                    | Bollywood                                                    | 2             | 2           | 2000 | Duet  | ♀/♂  | Just Dance 2                               |
| Kung Fu Fighting (Dave Ruffy / Mark Wallis Remix) | Carl Douglas                                                 | 2             | 2           | 1974 | Duet  | ♂/♂  | Just Dance 2 DLC                           |
| Mambo No. 5 (A Little Bit of Monika)              | Lou Bega                                                     | 3             | 2           | 1999 | Duet  | ♂/♀  | Just Dance 2 DLC                           |
| Move Your Feet                                    | Junior Senior                                                | 3             | 3           | 2003 | Solo  | ♂    | Just Dance 2                               |
| Mugsy Baloney                                     | Charleston                                                   | 3             | 2           | 1924 | Duet  | ♀/♂  | Just Dance 2                               |
| Only Girl (In the World)                          | Rihanna                                                      | 2             | 2           | 2010 | Solo  | ♀    | Just Dance Best Of/Greatest Hits Exclusive |
| Rasputin                                          | Boney M.                                                     | 3             | 3           | 1978 | Solo  | ♂    | Just Dance 2                               |
| Satisfaction (Isak Original Extended)             | Benny Benassi                                                | 1             | 1           | 2003 | Solo  | ♂    | Just Dance 2                               |
| Toxic*                                            | Britney Spears                                               | 3             | 1           | 2004 | Solo  | ♀    | Just Dance 2                               |
| U Can’t Touch This*                               | MC Hammer                                                    | 2             | 3           | 1990 | Solo  | ♂    | Just Dance                                 |

- * Coverversion, nicht das Original
- ** Coverversion, nicht das Original, in der PAL-Version
- # geänderter Schwierigkeits- und Anstrengungsgrad
- (V) das Lied wurde nie verwendet

## Just Dance 4
Just Dance 4 ist der vierte Teil der Just-Dance-Reihe. Er wurde 2013 bei den Nickelodeon Kids’ Choice Awards in der Kategorie Lieblings-Videospiel ausgezeichnet.
| Lied                                         | Interpret                                   | Schwierigkeit | Jahr | Modus      | Tänzer  |
| -------------------------------------------- | ------------------------------------------- | ------------- | ---- | ---------- | ------- |
| (I’ve Had) The Time of My Life               | Bill Medley & Jennifer Warnes               | 3             | 1987 | Duet       | ♀/♂     |
| Ain’t No Other Man* (W)                      | Christina Aguilera                          | 2             | 2006 | Solo       | ♀       |
| Asereje (The Ketchup Song)                   | Las Ketchup                                 | 1             | 2002 | Duet       | ♀/♀     |
| Beauty and a Beat                            | Justin Bieber featuring Nicki Minaj         | 3             | 2012 | Solo       | ♂       |
| Beware of the Boys (Mundian To Bach Ke)      | Panjabi MC                                  | 2             | 2002 | Dance Crew | ♀/♀/♀/♀ |
| Born This Way (B)                            | Lady Gaga                                   | 2             | 2011 | Solo       | ♀       |
| Brand New Start (C)                          | Anja                                        | 2             | 2012 | Solo       | ♀       |
| Bring Me To Life                             | Evanescence                                 | 2             | 2003 | Solo       | ♀       |
| Call Me Maybe                                | Carly Rae Jepsen                            | 1             | 2012 | Solo       | ♀       |
| Can't Take My Eyes Off You                   | Boys Town Gang                              | 1             | 1982 | Duet       | ♀/♀     |
| Cercavo Amore (P)                            | Emma                                        | 3             | 2012 | Solo       | ♀       |
| Crazy Little Thing                           | Anja                                        | 3             | 2012 | Solo       | ♀       |
| Crucified                                    | Army of Lovers                              | 3             | 1991 | Dance Crew | ♀/♂/♀/♂ |
| Diggin' in the Dirt (P)                      | Stefanie Heinzmann                          | 2             | 2012 | Solo       | ♀       |
| Disturbia                                    | Rihanna                                     | 3             | 2008 | Solo       | ♀       |
| Domino (W)                                   | Jessie J                                    | 1             | 2011 | Solo       | ♀       |
| Everybody Needs Somebody to Love*            | The Blues Brothers                          | 2             | 1980 | Duet       | ♂/♂     |
| Good Feeling (Alice Version)                 | Flo Rida                                    | 2             | 2011 | Solo       | ♂       |
| Good Girl (N)                                | Carrie Underwood                            | 1             | 2012 | Solo       | ♀       |
| Hit 'Em Up Style (Oops!)                     | Blu Cantrell                                | 1             | 2001 | Solo       | ♀       |
| Hot For Me                                   | A.K.A                                       | 2             | 2012 | Solo       | ♀       |
| I Like It                                    | The Blackout All-Stars                      | 3             | 1994 | Duet       | ♀/♂     |
| Istanbul                                     | They Might Be Giants                        | 1             | 1990 | Dance Crew | ♂/♀/♂/♂ |
| Jailhouse Rock                               | Elvis Presley                               | 1             | 1957 | Dance Crew | ♂/♀/♂/♀ |
| Livin' la Vida Loca                          | Ricky Martin                                | 3             | 1999 | Solo       | ♂       |
| Love You Like a Love Song                    | Selena Gomez & the Scene                    | 1             | 2011 | Solo       | ♀       |
| Make the Party (Don't Stop)                  | Bunny Beatz                                 | 2             | 2012 | Solo       | ♂       |
| Maneater                                     | Nelly Furtado                               | 2             | 2006 | Solo       | ♀       |
| Mas que nada                                 | Sérgio Mendes featuring The Black Eyed Peas | 1             | 2006 | Solo       | ♀       |
| Moves like Jagger                            | Maroon 5 featuring Christina Aguilera       | 2             | 2011 | Solo       | ♂       |
| Mr. Saxobeat                                 | Alexandra Stan                              | 1             | 2011 | Solo       | ♀       |
| Never Gonna Give You Up                      | Rick Astley                                 | 1             | 1987 | Solo       | ♂       |
| Oh No!                                       | Marina and the Diamonds                     | 3             | 2010 | Solo       | ♀       |
| On the Floor                                 | Jennifer Lopez featuring Pitbull            | 1             | 2011 | Solo       | ♀       |
| Oops!… I Did It Again*                       | Britney Spears                              | 2             | 2000 | Dance Crew | ♀/♀/♀/♀ |
| Rock N' Roll (Will Take You to the Mountain) | Skrillex                                    | 2             | 2010 | Solo       | ♂       |
| Rock Lobster                                 | The B-52’s                                  | 2             | 1979 | Duet       | ♀/♂     |
| Run the Show                                 | Kat DeLuna featuring Busta Rhymes           | 3             | 2008 | Duet       | ♀/♀     |
| So What                                      | P!nk                                        | 1             | 2008 | Solo       | ♀       |
| Some Catchin' Up to Do                       | Sammy                                       | 1             | 2012 | Solo       | ♀       |
| Super Bass                                   | Nicki Minaj                                 | 3             | 2011 | Solo       | ♀       |
| Superstition                                 | Stevie Wonder                               | 1             | 1972 | Solo       | ♂       |
| The Final Countdown                          | Europe                                      | 3             | 1986 | Duet       | ♂/♂     |
| Time Warp*                                   | Cast of The Rocky Horror Picture Show       | 3             | 1975 | Dance Crew | ♂/♀/♀/♂ |
| Tribal Dance                                 | 2 Unlimited                                 | 3             | 1993 | Duet       | ♀/♂     |
| Umbrella (E)                                 | Rihanna featuring Jay-Z                     | 1             | 2007 | Solo       | ♀       |
| Want U Back (W)                              | Cher Lloyd featuring Astro                  | 1             | 2012 | Solo       | ♀       |
| We No Speak Americano*                       | Yolanda Be Cool and DCUP                    | 2             | 2011 | Solo       | ♂       |
| What Makes You Beautiful                     | One Direction                               | 1             | 2011 | Dance Crew | ♂/♂/♂/♂ |
| Wild Wild West                               | Will Smith                                  | 3             | 1999 | Dance Crew | ♀/♂/♀/♂ |
| You Make Me Feel... (C)                      | Cobra Starship featuring Sabi               | 2             | 2011 | Solo       | ♀       |
| You're The First, The Last, My Everything    | Barry White                                 | 1             | 1975 | Dance Crew | ♂/♂/♂/♂ |

- * Coverversion, nicht das Original
- (E) nur in der Wii U, Play Station 3, Xbox 360 und Special Edition der Wii erhältlich
- (N) nur in der NTSC-Version verfügbar
- (P) nur in der PAL-Version verfügbar
- (W) nur in der Wii U erhältlich
- (C) durch alphanumerische Codes, die auf Cheetos Produkten zu finden sind, freischaltbar; nur in der NTSC-Version verfügbar

### Alternative Choreographien
| Lied                                | Interpret                     | Schwierigkeit | Jahr | Modus                  | Tänzer                   |
| ----------------------------------- | ----------------------------- | ------------- | ---- | ---------------------- | ------------------------ |
| „Call Me Maybe“ (U)                 | Carly Rae Jepsen              | 3             | 2012 | Alternativer Tanz/Solo | ♀* (Call Me Maybe)       |
| „Can't Take My Eyes Off You“        | Boys Town Gang                | 3             | 1982 | Alternativer Tanz/Solo | ♂* (The Final Countdown) |
| "Everybody Needs Somebody to Love"* | The Blues Brothers            | 1             | 1980 | Hold My Hand           | ♂/♀/♂/♀/♂                |
| „Good Feeling“                      | Flo Rida                      | 4             | 2011 | Extreme Version/Solo   | ♂                        |
| „Jailhouse Rock“                    | Elvis Presley                 | 3             | 1957 | Line Dance             | ♀/♂/♀                    |
| „Run the Show“                      | Kat DeLuna feat. Busta Rhymes | 4             | 2008 | Extreme Version/Solo   | ♀                        |
| „Tribal Dance“                      | 2 Unlimited                   | 1             | 1993 | Mit Katana/Solo        | ♂* (Tribal Dance)        |
| „Umbrella“                          | Rihanna                       | 2             | 2007 | Mit Regenschirm/Solo   | ♀* (Umbrella)            |
| „What Makes You Beautiful“          | One Direction                 | 4             | 2011 | Extreme Version/Solo   | ♀                        |
| „Wild Wild West“                    | Will Smith                    | 4             | 1999 | Extreme Version/Solo   | ♂                        |

Neuheiten
- Challenge Mode: Hier tanzen zwei Figuren in 30 Sekunden gegeneinander. Die Figur, die am meisten Punkte hat, deren Song wird gespielt.
- Verbesserter Just Sweat Modus.

– Nur für Wii U –
- Puppet Master Modus: Hier tanzen die Spieler nach den Kommandos des Spielers mit dem Wii U Gamepad, denn er sucht aus, welche Figur als Nächstes drankommt.

### Download-Inhalte
Just Dance 4 hat folgende Bonus Inhalte zum Herunterladen.
| Lied                            | Interpret                     | Schwierigkeit | Jahr | Modus | Tänzer  | Erschienen        |
| ------------------------------- | ----------------------------- | ------------- | ---- | ----- | ------- | ----------------- |
| Part of Me                      | Katy Perry                    | 4             | 2012 | Solo  | ♀       | 9. Oktober 2012   |
| Gangnam Style                   | Psy                           | 3             | 2012 | Duett | ♂/♀-♂-♀ | 21. November 2012 |
| Funhouse                        | P!nk                          | 3             | 2009 | Solo  | ♀       | 21. November 2012 |
| You Make Me Feel... (P)         | Cobra Starship featuring Sabi | 2             | 2011 | Solo  | ♀       | 21. November 2012 |
| Make the Party (Don't Stop) (N) | Bunny Beatz                   | 2             | 2012 | Solo  | ♂       | 21. November 2012 |
| Dagomba (R)                     | Sorcerer                      | 2             | 2003 | Solo  | ♂       | 21. November 2012 |
| Heavy Cross                     | Gossip                        | 2             | 2009 | Solo  | ♀       | 11. Dezember 2012 |
| So Glamorous                    | The Girly Team                | 2             | 2012 | Solo  | ♀       | 11. Dezember 2012 |
| Want U Back                     | Cher Lloyd featuring Astro    | 1             | 2012 | Solo  | ♀       | 11. Dezember 2012 |
| Hit The Lights                  | Selena Gomez & the Scene      | 2             | 2011 | Solo  | ♀       | 11. Dezember 2012 |
| Good Girl (P)                   | Carrie Underwood              | 2             | 2012 | Solo  | ♀       | 11. Dezember 2012 |
| Gold Dust                       | DJ Fresh                      | 3             | 2008 | Solo  | ♂       | 6. März 2013      |
| The Lazy Song                   | Bruno Mars                    | 2             | 2011 | Solo  | ♂       | 6. März 2013      |
| Professor Pumplestickle (R)     | Two Steps from Hell           | 3             | 2006 | Duett | ♂/♀     | 6. März 2013      |
| Die Young                       | Ke$ha                         | 2             | 2012 | Duett | ♀/♀     | 2. April 2013     |
| Primadonna                      | Marina and the Diamonds       | 2             | 2012 | Solo  | ♀       | 2. April 2013     |
| Baby Girl (R)                   | Reggaeton                     | 3             | 2003 | Solo  | ♂       | 2. April 2013     |

- * Cover-Version, nicht das Original
- (P) nur in der PAL (Europa) Version verfügbar
- (N) nur in der NTSC (Amerika) Version verfügbar
- (R) wiederverwendetes Lied aus Just Dance 2, Just Dance 3, Just Dance Best Of und/oder Just Dance Greatest Hits

## Just Dance 2014
Just Dance 2014 ist der 5. Teil der Just-Dance-Reihe. Es erschien am 1. Oktober 2013. Anstatt von Zahlen wird die Schwierigkeit nun mit Wörtern, wie „Leicht, Mittel, Schwer oder Virtuos“ angezeigt.

### Veränderungen zum Vorgänger
- On-Stage Modus: Ein Tänzer tanzt die Hauptrolle, die anderen zwei sind die Background-Tänzer.
- Just Dance DJ: Für Xbox One und PlayStation 4 erhältlich.
- Party Master: Verbesserte Version vom Puppenspieler-Modus (Nur für die Wii U, Xbox 360 und Xbox One).
- World Dancefloor: Spiele Online mit oder gegen andere Spieler (Man braucht eine Internet Verbindung).
- Karaoke Modus: Singe deine Lieblings Songs (Für alle Konsolen, außer für die Wii).

Just Dance 2014 beinhaltet 50 Songs.
| Lied                                             | Interpret                             | Schwierigkeit | Jahr | Modus      | Tänzer    |
| ------------------------------------------------ | ------------------------------------- | ------------- | ---- | ---------- | --------- |
| 99 Luftballons*                                  | Nena                                  | Leicht        | 1983 | Duett      | ♂/♀       |
| Alfonso Signorini (eroe Nazionale) (P)           | Fedez                                 | Schwer        | 2013 | Solo       | ♂         |
| Applause                                         | Lady Gaga                             | Mittel        | 2013 | Solo       | ♀         |
| Aquarius/Let The Sunshine In */(DOB)             | The Fifth Dimension                   | Leicht        | 1969 | Duett      | ♀/♀       |
| Blame It on the Boogie (SD)                      | Mick Jackson                          | Leicht        | 1978 | Dance Crew | ♂/♀/♂/♀   |
| Blurred Lines                                    | Robin Thicke feat. Pharrell Williams  | Leicht        | 2013 | Duett      | ♂/♂       |
| C'Mon                                            | Kesha                                 | Mittel        | 2013 | Duett      | ♀/♂       |
| Candy                                            | Robbie Williams                       | Mittel        | 2012 | Duett      | ♂/♀       |
| Careless Whisper                                 | George Michael                        | Schwer        | 1985 | Duet       | ♂/♀       |
| Could You Be Loved                               | Bob Marley                            | Leicht        | 1980 | Duett      | ♀/♀       |
| Dançando (ND)                                    | Ivete Sangalo                         | Mittel        | 2012 | Solo       | ♀         |
| Danse (Pop Version) (P)                          | TAL feat. Flo Rida                    | Mittel        | 2013 | Solo       | ♀         |
| Feel So Right                                    | Imposs feat. Konshens                 | Schwer        | 2013 | Solo       | ♀         |
| Feel The Moment                                  | Pitbull feat. Christina Aguilera      | Leicht        | 2013 | Solo       | ♀         |
| Fine China                                       | Chris Brown                           | Mittel        | 2013 | Solo       | ♂         |
| Flashdance … What a Feeling *                    | Irene Cara                            | Schwer        | 1983 | Solo       | ♀         |
| Follow the Leader                                | Wisin and Yandel feat. Jennifer Lopez | Schwer        | 2012 | Solo       | ♀         |
| Gentleman                                        | PSY                                   | Mittel        | 2013 | Solo       | ♂         |
| Get Lucky                                        | Daft Punk feat. Pharrell Williams     | Mittel        | 2013 | Duett      | ♂/♂       |
| Ghostbusters                                     | Ray Parker, Jr.                       | Mittel        | 1984 | Dance Crew | ♂/♂/♂/♂   |
| Gimme! Gimme! Gimme! (A Man After Midnight) (AD) | ABBA                                  | Leicht        | 1979 | Solo       | ♀         |
| I Kissed a Girl                                  | Katy Perry                            | Mittel        | 2008 | Solo       | ♀         |
| I Will Survive                                   | Gloria Gaynor                         | Leicht        | 1978 | Solo       | ♂         |
| In the Summertime                                | Mungo Jerry                           | Leicht        | 1970 | Dance Crew | ♂/♀/♂/♀   |
| Isidora                                          | Bog Bog Orkestar                      | Mittel        | 2013 | Solo       | ♂         |
| It's You                                         | Duck Sauce                            | Mittel        | 2013 | Solo       | ♂         |
| Just a Gigolo                                    | Louis Prima                           | Mittel        | 1956 | Duett      | ♂/♀       |
| Just Dance                                       | Lady Gaga feat. Colby O’Donis         | Schwer        | 2008 | Solo       | ♀         |
| Kiss You (XOA)                                   | One Direction                         | Leicht        | 2013 | Dance Crew | ♂/♂/♂/♂   |
| Limbo                                            | Daddy Yankee                          | Schwer        | 2012 | Duett      | ♂/♀       |
| Love Boat *                                      | Jack Jones                            | Mittel        | 1980 | Solo       | ♂         |
| María                                            | Ricky Martin                          | Schwer        | 1995 | Solo       | ♂         |
| Miss Understood                                  | Sammie                                | Mittel        | 2013 | Solo       | ♀         |
| Moskau *                                         | Dschinghis Khan                       | Schwer        | 1979 | Duett      | ♂/♀       |
| Nitro Bot                                        | Sentai Express                        | Mittel        | 2013 | Duett      | ♂/♀       |
| Pound the Alarm                                  | Nicki Minaj                           | Mittel        | 2012 | Dance Crew | ♀/♀/♀/♀   |
| Prince Ali                                       | Aladdin Soundtrack                    | Mittel        | 1992 | Dance Crew | ♂/♀/♂/♂   |
| Rich Girl                                        | Gwen Stefani feat. Eve                | Leicht        | 2004 | Solo       | ♀         |
| Safe and Sound (N)/(F)                           | Capital Cities                        | Leicht        | 2013 | Solo       | ♀-♂–♀-♂-♀ |
| She Wolf (Falling to Pieces)                     | David Guetta feat. Sia                | Mittel        | 2012 | Solo       | ♀         |
| Starships                                        | Nicki Minaj                           | Schwer        | 2012 | Solo       | ♀         |
| #thatPOWER                                       | will.i.am feat. Justin Bieber         | Schwer        | 2013 | Dance Crew | ♀/♂/♂/♀   |
| The Other Side (ND)                              | Jason Derulo                          | Schwer        | 2013 | Solo       | ♂         |
| The Way                                          | Ariana Grande feat. Mac Miller        | Leicht        | 2013 | Duett      | ♂/♀       |
| Troublemaker                                     | Olly Murs feat. Flo Rida              | Leicht        | 2012 | Solo       | ♂         |
| Turn Up the Love                                 | Far East Movement feat. Cover Drive   | Schwer        | 2012 | Duett      | ♂/♀       |
| Waking Up in Vegas (N)/(POP)                     | Katy Perry                            | Mittel        | 2009 | Solo       | ♀         |
| Where Have You Been                              | Rihanna                               | Schwer        | 2012 | Solo       | ♀         |
| Wild                                             | Jessie J feat. Big Sean               | Schwer        | 2013 | Solo       | ♀         |
| Y.M.C.A. (K)                                     | Village People                        | Leicht        | 1978 | Dance Crew | ♂/♂/♂/♂   |

- * Coverversion, nicht das Original
- (P) nur in der PAL (Europa) Version verfügbar
- (ND) nur in der NTSC (Nordamerika) Version verfügbar, aber als Download in der PAL Version erhältlich
- (K) auch in „Just Dance Kids“ enthalten
- (SD) auch in „Schlümpfe: Tanz Party“ enthalten
- (AD) auch in „ABBA: You Can Dance“ enthalten
- (DOB) auch in „Dance on Broadway“ enthalten
- (F) nur durch einen bestimmten Code freigeschaltbar[4]
- (POP) nur durch einen bestimmten Code freigeschaltbar[5]
- (XOA) in der Xbox One Version als Alternativer Tanz

### Dance Mashups
Verschiedene Tänzer aus allen möglichen Teilen von Just Dance wurden zu einem Tanz/Song zusammengefügt. Gold Moves wurden in der Auszeit von „Just Dance 4“ nun wieder eingeführt. Einige Mashups können nur in bestimmten Monaten freigeschaltet werden, andere können aber schon im Store – mit Mojo Points – gekauft werden.
| Lied                                            | Interpret                             | Jahr | Monat     | Gold Moves |
| ----------------------------------------------- | ------------------------------------- | ---- | --------- | ---------- |
| Blame It on the Boogie (S)                      | Mick Jackson                          | 1978 | N/A       | Ja         |
| Blurred Lines                                   | Robin Thicke feat. Pharrell Williams  | 2013 | N/A       | Nein       |
| C'Mon (S)                                       | Kesha                                 | 2013 | N/A       | Ja         |
| Candy (S)                                       | Robbie Williams                       | 2012 | N/A       | Ja         |
| Could You Be Loved (M)                          | Bob Marley                            | 1980 | März      | Nein       |
| Feel So Right                                   | Imposs feat. Konshens                 | 2013 | N/A       | Ja         |
| Fine China (U)                                  | Chris Brown                           | 2013 | N/A       | Ja         |
| Flashdance … What a Feeling*                    | Irene Cara                            | 1983 | N/A       | Ja         |
| Follow the Leader (M)                           | Wisin and Yandel feat. Jennifer Lopez | 2012 | September | Nein       |
| Gentleman                                       | PSY                                   | 2013 | N/A       | Ja         |
| Ghostbusters (M)                                | Ray Parker, Jr.                       | 1984 | Februar   | Ja         |
| Gimme! Gimme! Gimme! (A Man After Midnight) (S) | ABBA                                  | 1979 | N/A       | Ja         |
| I Kissed a Girl (M)                             | Katy Perry                            | 2008 | Dezember  | Ja         |
| I Will Survive                                  | Gloria Gaynor                         | 1978 | N/A       | Ja         |
| It's You (S)                                    | Duck Sauce                            | 2013 | N/A       | Nein       |
| Just a Gigolo                                   | Louis Prima                           | 1956 | N/A       | Ja         |
| Just Dance                                      | Lady Gaga feat. Colby O’Donis         | 2008 | N/A       | Nein       |
| Love Boat */(M)                                 | Jack Jones                            | 1979 | August    | -          |
| Limbo (M)                                       | Daddy Yankee                          | 2012 | Januar    | Ja         |
| Miss Understood (S)                             | Sammie                                | 2013 | N/A       | Nein       |
| Moskau *                                        | Dschinghis Khan                       | 1979 | N/A       | Ja         |
| Pound The Alarm (M)                             | Nicki Minaj                           | 2012 | Juli      | -          |
| Prince Ali                                      | Aladdin Soundtrack                    | 1992 | N/A       | Ja         |
| Rich Girl (M)                                   | Gwen Stefani feat. Eve                | 2004 | November  | Ja         |
| She Wolf (Falling to Pieces) (M)                | David Guetta feat. Sia                | 2012 | Oktober   | Nein       |
| Starships (S)                                   | Nicki Minaj                           | 2012 | N/A       | Ja         |
| #thatPOWER (AU)                                 | will.i.am feat. Justin Bieber         | 2013 | N/A       | Ja         |
| Troublemaker (M)                                | Olly Murs feat. Flo Rida              | 2012 | Mai       | -          |
| Turn Up the Love (S)                            | Far East Movement feat. Cover Drive   | 2012 | N/A       | Nein       |
| Where Have You Been (M)                         | Rihanna                               | 2012 | April     | Ja         |
| Wild                                            | Jessie J feat. Big Sean               | 2013 | N/A       | Nein       |
| Y.M.C.A. (M)                                    | Village People                        | 1978 | Juni      | Ja         |

- * Coverversion, nicht das Original
- (U) durch die Uplay Punkte in der Xbox 360, Xbox One, PlayStation 3, PlayStation 4, und Wii U-Version freigeschaltbar
- (S) Sweat-Mashup
- (M) nur in diesem Monat freischaltbar
- (AU) von Anfang an in allen Version freigeschaltet

### Alternative Choreographien
Manche Songs werden Alternative Choreographien haben, 26 sind verfügbar 5 davon sind DLCs. Weitere können durch DLCs erworben werden.
| Lied                                        | Interpret                            | Schwierigkeit | Jahr | Modus                    | Tänzer      |
| ------------------------------------------- | ------------------------------------ | ------------- | ---- | ------------------------ | ----------- |
| Applause (DLC)                              | Lady Gaga                            | Schwer        | 2013 | Alternative Version/Solo | ♀           |
| Blame It on the Boogie (E)                  | Mick Jackson                         | Virtuos       | 1978 | Extreme Version/Solo     | ♀           |
| Blurred Lines (DLC)                         | Robin Thicke feat. Pharrell Williams | Virtuos       | 2013 | Extreme Version/Solo     | ♀           |
| Careless Whisper                            | George Michael                       | Mittel        | 1985 | On-Stage Mode            | ♀/♂/♀       |
| Fine China                                  | Chris Brown                          | Virtuos       | 2013 | Extreme Version/Solo     | ♂           |
| Follow the Leader (U)                       | Wisin & Yandel feat. Jennifer Lopez  | Mittel        | 2013 | Sweat Version/Solo       | ♂           |
| Gentleman                                   | PSY                                  | Leicht        | 2013 | Sweat Version/Solo       | ♀           |
| Ghostbusters                                | Ray Parker, Jr.                      | Mittel        | 1984 | Sweat Version/Solo       | ♀           |
| Gimme! Gimme! Gimme! (A Man After Midnight) | ABBA                                 | Leicht        | 1979 | On-Stage Mode            | ♂/♀/♂       |
| I Kissed a Girl                             | Katy Perry                           | Leicht        | 2008 | On-Stage Mode            | ♂/♀/♀       |
| I Kissed a Girl                             | Katy Perry                           | Leicht        | 2008 | Sweat Version/Solo       | ♀           |
| It's You                                    | Duck Sauce                           | Mittel        | 2013 | Sweat Version/Solo       | ♀           |
| I Will Survive                              | Gloria Gaynor                        | Leicht        | 1978 | On-Stage Mode            | ♂/♀/♂       |
| Just Dance (DLC)                            | Lady Gaga feat. Colby O’Donis        | Mittel        | 2008 | Sweat Version/Solo       | ♂           |
| Just Dance                                  | Lady Gaga feat. Colby O’Donis        | Schwer        | 2008 | On-Stage Mode            | ♀/♀/♀       |
| Kiss You                                    | One Direction                        | Schwer        | 2013 | 6-Player Dance Crew      | ♀/♂/♀/♂/♀/♂ |
| Kiss You                                    | One Direction                        | Mittel        | 2013 | Sweat Version/Solo       | ♂           |
| Limbo                                       | Daddy Yankee                         | Mittel        | 2012 | Sweat Version/Solo       | ♀           |
| María                                       | Ricky Martin                         | Mittel        | 1995 | Sweat Version/Solo       | ♀           |
| Pound the Alarm (DLC)                       | Nicki Minaj                          | Virtuos       | 2012 | Extreme Version/Solo     | ♂           |
| Rich Girl                                   | Gwen Stefani feat. Eve               | Schwer        | 2004 | Mit einem Stuhl/Solo     | ♀           |
| Starships                                   | Nicki Minaj                          | Schwer        | 2012 | Charleston Version/Duet  | ♀/♂         |
| #thatPOWER                                  | will.i.am feat. Justin Bieber        | Virtuos       | 2013 | Extreme Version/Solo     | ♂           |
| #thatPOWER (DLC)                            | will.i.am feat. Justin Bieber        | Schwer        | 2013 | On-Stage Mode            | ♂/♂/♂       |
| Troublemaker                                | Olly Murs feat. Flo Rida             | Mittel        | 2012 | Sweat Version/Solo       | ♂           |
| Turn Up the Love                            | Far East Movement feat. Cover Drive  | Leicht        | 2012 | Sumo Version/Dance Crew  | ♂/♂/♂/♂     |
| Where Have You Been                         | Rihanna                              | Virtuos       | 2012 | Extreme Version/Solo     | ♀           |
| Where Have You Been                         | Rihanna                              | Schwer        | 2012 | On-Stage Mode            | ♂/♀/♂       |

- * Coverversion, nicht das Original
- (E) auf allen Konsolen, außer auf der Wii, verfügbar
- 6-Spieler Dance Crew gibt es nur auf der Xbox One
- (DLC) als Download erwerbbar

### Party Master
Der am Wii-U-Gamepad sitzende Spieler entscheidet zu welcher Choreographie die anderen Spieler tanzen müssen. Es erscheinen immer 4 Tänzer auf dem Gamepad von diesen sucht er sich einen aus und diesen Move müssen die anderen dann ausführen. Ein Mashup das man selber zusammen schneidet und das mitten im Tanz. Diesmal ist die Schwierigkeit angezeigt.
10 Lieder sind bestätigt worden.
| Lied                          | Interpret                           | Schwierigkeit | Jahr |
| ----------------------------- | ----------------------------------- | ------------- | ---- |
| Flashdance... What a Feeling* | Irene Cara                          | Schwer        | 1983 |
| Follow the Leader             | Wisin & Yandel feat. Jennifer Lopez | Schwer        | 2012 |
| Gentleman                     | PSY                                 | Mittel        | 2013 |
| I Will Survive                | Gloria Gaynor                       | Leicht        | 1978 |
| Just Dance                    | Lady Gaga feat. Colby O’Donis       | Schwer        | 2008 |
| Love Boat*                    | Jack Jones                          | Mittel        | 1979 |
| She Wolf (Falling to Pieces)  | David Guetta feat. Sia              | Mittel        | 2012 |
| Starships                     | Nicki Minaj                         | Schwer        | 2012 |
| Troublemaker                  | Olly Murs feat. Flo Rida            | Leicht        | 2012 |
| Where Have You Been           | Rihanna                             | Schwer        | 2012 |

- * Coverversionb nicht das Original

### Battle Modus
Hier tanzen zwei Figuren in 30 Sekunden gegeneinander. Die Figur, die am meisten Punkte hat, deren Lied wird gespielt. Es gibt insgesamt fünf Runden, wer die meisten gewinnt, der ist der Sieger. Derzeit sind 4 Battles bekannt. Weitere könnten durch DLCs erworben werden.
| Lied                                                | Interpret                              | Schwierigkeit | Tänzer |
| --------------------------------------------------- | -------------------------------------- | ------------- | ------ |
| The Other Side VS Gentleman                         | Jason Derulo VS PSY                    | Mittel        | ♂ VS ♂ |
| She Wolf (Falling to Pieces) VS Where Have You Been | David Guetta feat. Sia VS Rihanna      | Mittel        | ♀ VS ♀ |
| Kiss You VS Pound the Alarm                         | One Direction VS Nicki Minaj           | Mittel        | ♂ VS ♀ |
| C'Mon VS #thatPower                                 | Kesha VS will.i.am feat. Justin Bieber | Mittel        | ♀ VS ♂ |

### Downloadable Content
Just Dance 2014 hat folgende Bonus Inhalte zum Herunterladen. Man benötigt eine Internetverbindung.
Die Kosten sind je nach Konsole unterschiedlich (Wii = 300 Wii Points; Xbox 360, PS3, WiiU, PS4, XboxOne = 3,00 €), andere Versionen der Lieder sind günstiger (150 Wii Points, 1,50 € oder 2,00 €)
| Lied                               | Interpret                                  | Schwierigkeit | Jahr | Modus                    | Tänzer  | Erschienen           |
| ---------------------------------- | ------------------------------------------ | ------------- | ---- | ------------------------ | ------- | -------------------- |
| Roar (Kostenlos)                   | Katy Perry                                 | Mittel        | 2013 | Solo                     | ♀       | 1. Oktober           |
| Pound the Alarm                    | Nicki Minaj                                | Virtuos       | 2012 | Extreme Version/Solo     | ♂       | 1. Oktober 2013      |
| Can’t Hold Us                      | Macklemore and Ryan Lewis feat. Ray Dalton | Mittel        | 2011 | Solo                     | ♂       | 1. Oktober 2013      |
| Wake Me Up                         | Avicii feat. Aloe Blacc                    | Mittel        | 2013 | Solo                     | ♂       | 1. Oktober 2013      |
| One Way or Another (Teenage Kicks) | One Direction                              | Mittel        | 2013 | Solo                     | ♂       | 26. November 2013    |
| American Girl                      | Bonnie McKee                               | Mittel        | 2013 | Solo                     | ♀       | 26. November 2013    |
| Sexy and I Know It (H)             | LMFAO                                      | Mittel        | 2011 | Solo                     | ♂       | 26. November 2013    |
| What About Love                    | Austin Mahone                              | Mittel        | 2013 | Solo                     | ♂       | 26. November 2013    |
| Blurred Lines                      | Robin Thicke feat. Pharrell Williams       | Virtuos       | 2013 | Extreme Version/Solo     | ♀       | 26. November 2013    |
| Dançando (P)                       | Ivete Sangalo                              | Mittel        | 2013 | Solo                     | ♀       | 26. November 2013    |
| The Other Side (P)                 | Jason Derulo                               | Schwer        | 2013 | Solo                     | ♂       | 26. November 2013    |
| Can't Get Enough                   | Becky G feat. Pitbull                      | Mittel        | 2013 | Solo                     | ♀       | 17. Dezember 2013    |
| My Main Girl                       | MainStreet                                 | Leicht        | 2013 | Solo                     | ♀       | 17. Dezember 2013    |
| I Need Your Love                   | Calvin Harris feat. Ellie Goulding         | Schwer        | 2013 | Solo                     | ♀       | 17. Dezember 2013    |
| Don’t You Worry Child              | Swedish House Mafia feat. John Martin      | Mittel        | 2012 | Solo                     | ♂       | 17. Dezember 2013    |
| #thatPOWER                         | will.i.am feat. Justin Bieber              | Schwer        | 2013 | On-Stage Mode            | ♂/♂/♂   | 17. Dezember         |
| Applause                           | Lady Gaga                                  | Schwer        | 2013 | Alternative Version/Solo | ♀       | 17. Dezember 2013    |
| Gangnam Style (4D)                 | Psy                                        | Schwer        | 2012 | Duett                    | ♂/♀-♂-♀ | 17. Dezember 2013    |
| Timber                             | Pitbull feat. Kesha                        | Mittel        | 2013 | Duett                    | ♀/♂     | 11./13. Februar 2014 |
| Just Dance                         | Lady Gaga feat. Colby O’Donis              | Mittel        | 2008 | Sweat Version/Solo       | ♂       | 11./13. Februar 2013 |
| Rock N Roll                        | Avril Lavigne                              | Leicht        | 2013 | Solo                     | ♀       | 11./13. Februar 2014 |
| Die Young (4D)                     | Kesha                                      | Schwer        | 2012 | Duett                    | ♀/♀     | 11./13. Februar 2014 |
| Funhouse (4D)                      | P!nk                                       | Schwer        | 2009 | Solo                     | ♀       | 27. März 2014        |
| Part of Me (4D)                    | Katy Perry                                 | Schwer        | 2012 | Solo                     | ♀       | 27. März 2014        |
| Moves like Jagger (4)              | Maroon 5 feat. Christina Aguilera          | Mittel        | 2012 | Solo                     | ♂       | 24. April 2014       |
| Beauty and a Beat (4)              | Justin Bieber feat. Nicki Minaj            | Schwer        | 2012 | Solo                     | ♂       | 24. April 2014       |
| We R Who We R (4D)                 | Kesha                                      | Mittel        | 2010 | Solo                     | ♀       | 24. April 2014       |
| One Thing (4D)                     | One Direction                              | Leicht        | 2012 | Duett                    | ♀/♂     | 24. April 2014       |
| Waking Up in Vegas (ND)            | Katy Perry                                 | Mittel        | 2009 | Solo                     | ♀       | 24. April 2014       |
| The World Is Ours (Kostenlos)      | David Correy feat. Monobloco               | Mittel        | 2014 | Solo                     | ♂       | 8. Mai 2014          |

- * Coverversion, nicht das Original
- (P) nur in der PAL-Version verfügbar
- (4) in Just Dance 4 verfügbar
- (4D) in „Just Dance 4“ als Download verfügbar
- (ND) nur in der NTSC-Version verfügbar, aber als Download in der PAL-Version erhältlich
- (H) auch in „The Hip-Hop Dance Experience“ enthalten

### Kritik der Fachpresse
Das Magazin GBase.ch hat Just Dance 2014 eine Wertung von 8.0 verliehen. Im Testbericht wurden vor allem große Auswahl an Lieder sowie die vielfältigen Spielmodi gelobt. Im Gegenzug wurden die Menüführung sowie die schwer erkennbaren Piktogramme bemängelt.

## Just Dance 2015
Just Dance 2015 ist das sechste Spiel der Just-Dance-Reihe und wurde wie die anderen Teile von Ubisoft produziert. Angekündigt wurde es auf der E3 am 9. Juni 2014.

### Titelliste
Zurzeit sind 25 Lieder bekannt:
| Titel                             | Interpret/en                                               | Schwierigkeit | Jahr      | Modus      | Tänzer  |
| --------------------------------- | ---------------------------------------------------------- | ------------- | --------- | ---------- | ------- |
| 4x4                               | Miley Cyrus                                                | k. A.         | 2013      | Dance Crew | ♂/♀/♀/♂ |
| Ain't No Mountain High Enough     | Marvin Gaye feat. Tammi Terrell                            | k. A.         | 1967      | Duett      | ♀/♂     |
| Bad Romance                       | Lady Gaga                                                  | k. A.         | 2009      | Trio       | ♀/♀/♀   |
| Bailando                          | Enrique Iglesias feat. Descemer Bueno & Gente de Zona      | k. A.         | 2014      | Duett      | ♀/♂     |
| Bang Bang                         | Jessie J feat. Ariana Grande & Nicki Minaj                 | k. A.         | 2014      | Dance Crew | ♀/♀/♀/♀ |
| Best Song Ever                    | One Direction                                              | k. A.         | 2013      | Dance Crew | ♂/♂/♂/♂ |
| Black Widow                       | Iggy Azalea feat. Rita Ora                                 | k. A.         | 2014      | Solo       | ♀       |
| Build For This                    | Becky G.                                                   | k. A.         | 2013      | Solo       | ♀       |
| Burn                              | Ellie Goulding                                             | k. A.         | 2013      | Solo       | ♀       |
| Diamonds                          | Rihanna                                                    | k. A.         | 2013      | Solo       | ♀       |
| Happy                             | Pharrell Williams                                          | k. A.         | 2013      | Solo       | ♂       |
| Holding Out for a Hero            | Bonnie Tyler                                               | k. A.         | 1984      | Solo       | ♂       |
| I Love It                         | Icona Pop feat. Charli XCX                                 | k. A.         | 2012      | Solo       | ♀       |
| Love Is All*                      | Roger Glover and the Butterfly Ball (The Sunlight Shakers) | k. A.         | 1974      | Duett      | ♀/♂     |
| Love Me Again                     | John Newman                                                | k. A.         | 2013      | Solo       | ♂       |
| Macarena (Bayside Boys Remix)*    | Los del Río (The Girly Team)                               | k. A.         | 1996      | Dance Crew | ♀/♀/♀/♀ |
| Me And My Broken Heart            | Rixton                                                     | k. A.         | 2014      | Duett      | ♂/♀     |
| Only You*                         | The Platters (Love Letter)                                 | k. A.         | 1955      | Duett      | ♀/♂     |
| Problem                           | Ariana Grande feat. Iggy Azalea                            | k. A.         | 2014      | Solo       | ♀       |
| She Looks So Perfect              | 5 Seconds of Summer                                        | k. A.         | 2014      | Dance Crew | ♂/♂/♂/♂ |
| Summer                            | Calvin Harris                                              | k. A.         | 2014      | Solo       | ♀       |
| Tetris*                           | Hirokazu Tanaka (Dancing Bros.)                            | k. A.         | 1989      | Dance Crew | ♂/♀/♂/♀ |
| The Fox                           | Ylvis                                                      | k. A.         | 2013      | Trio       | ♀/♂/♀   |
| Till I Find You (N)               | Austin Mahone                                              | k. A.         | 2014      | Solo       | ♂       |
| Walk This Way                     | Aerosmith feat. Run-D.M.C.                                 | k. A.         | 1986      | Dance Crew | ♂/♂/♂/♂ |
| You Spin Me Round (Like a Record) | Dead or Alive                                              | k. A.         | 1984      | Solo       | ♂       |
| Birthday                          | Katy Perry                                                 | k. A.         | 2013/2014 | Solo       |         |

- * Coverversion, nicht das Original
- (P) nur in der PAL-Version verfügbar
- (N) nur in der NTSC-Version verfügbar

### Alternative Choreographien
Bisher wurden nur 3 Songs bestätigt.
| Titel     | Interpret/in               | Schwierigkeit | Jahr | Modus           | Tänzer |
| --------- | -------------------------- | ------------- | ---- | --------------- | ------ |
| Happy     | Pharrell Williams          | k. A.         | 2013 | Sing Allein     | ♂/♂/♂  |
| I Love It | Icona Pop feat. Charli XCX | k. A.         | 2013 | Wächter Tanz    | ♂/♂    |
| The Fox   | Ylvis                      | k. A.         | 2013 | Lagerfeuer Tanz | ♂/♂    |

- * Coverversion, nicht das Original

### Party Master
Der am Wii-U-Gamepad sitzende Spieler entscheidet, zu welcher Choreographie die anderen Spieler tanzen müssen. Es erscheinen vier Tänzer auf dem Gamepad, die jeweils eine bestimmte Tanzbewegung ausführen. Der Party Master entscheidet sich anschließend für eine Bewegung, welche die anderen Spieler durchführen müssen.
Bisher wurden nur 3 Songs bestätigt.
| Titel                  | Interpret/en      | Schwierigkeit | Jahr |
| ---------------------- | ----------------- | ------------- | ---- |
| Holding Out for a Hero | Bonnie Tyler      | k. A.         | 1984 |
| Summer                 | Calvin Harris     | k. A.         | 2014 |
| Happy                  | Pharrell Williams | k. A.         | 2014 |

- * Coverversion, nicht das Original

## Weitere Spiele
- Just Dance 2 Extra Songs
- Just Dance Kids
- Just Dance Kids 2
- Just Dance: Disney Party
- Just Dance Kids 2014
- Just Dance Best Of (Wii)
- Just Dance Greatest Hits (Kinect)
- Just Dance Wii (Japan Exklusiv)
- Just Dance Wii 2 (Japan Exklusiv)
- Just Dance Wii U (Japan Exklusiv)
- Just Dance 2016
- Just Dance 2017
- Just Dance 2018
- Just Dance 2019
- Just Dance Now
- Just Dance 2020
- Just Dance 2020 (China Exklusiv)
- Just Dance 2021
- Just Dance 2022
- Just Dance 2023
- Just Dance 2024

Ableger:
- Dance on Broadway
- Michael Jackson – The Experience
- ABBA: You Can Dance
- The Smurfs Dance Party
- The Black Eyed Peas Experience
- The Hip-Hop Dance Experience
- Just Dance Vitality School (PC)